# Iso Nuottajärvi, Lappland
Iso Nuottajärvi är en sjö i Gällivare kommun i Lappland och ingår i Kalixälvens huvudavrinningsområde.